# Tập Mỹ
Tập Mỹ (tiếng Trung: 集美区, Hán Việt: Tập Mỹ khu) Là một quận của thành phố Hạ Môn (厦门市), tỉnh Phúc Kiến, Cộng hòa Nhân dân Trung Hoa. Quận này có diện tích 268 km², dân số 290.000 người, mã số bưu chính 361021. Quận lỵ Tập Mỹ đóng tại đường Ngân Giang. Quận Tập Mỹ được chia thành 3 nhai đạo (Tập Mỹ, Kiều Anh, Hạnh Lâm) và 3 trấn (Quán Khẩu, Hậu Khê, Hạnh Lâm).